# Харин Василь Терентійович
Васи́ль Тере́нтійович Харин (1889, село Васищеве, Харківський повіт, Харківська губернія — †22 листопада 1921, містечко Базар, Базарська волость, Овруцький повіт, Волинська губернія) — в обозі 4-ї Київської дивізії Армії УНР, Герой Другого Зимового походу.

## Життєпис
Народився в 1889 році у селі Васищеве Харківського повіту Харківської губернії в українській селянській родині.
Закінчив сільську школу.
Працював малярем. Мав звання «старший унтер-офіцер».
Не входив до жодної партії.
В Армії УНР служив з 1919 року.
Інтернований до одного з польських таборів.
Під час Другого Зимового походу — в обозі 4-ї Київської дивізії.
Потрапив у полон 17 листопада 1921 під селом Малі Миньки.
Розстріляний більшовиками 22 листопада 1921 року у місті Базар.
Нагороджений Хрестом Симона Петлюри за участь у збройній боротьбі за державність України під проводом головного отамана Симона Петлюри 1917–1921 рр (посмертно, №2179).
Реабілітований 27 квітня 1998 року.

## Вшанування пам'яті
- Його ім'я вибите серед інших на Меморіалі Героїв Базару.